# Electra Heart
Electra Heart är det andra studioalbumet av den walesiska sångerskan Marina Diamandis, släppt under artistnamnet Marina and the Diamonds. Det släpptes 27 april 2012 genom 679 Artists och Atlantic Records. Diamandis arbetade med flera producenter på albumet, däribland de tidigare medarbetarna Liam Howe och Greg Kurstin, såväl som Dr. Luke, Diplo och Stargate. Deras insatser resulterade i ett konceptalbum bestående av elektropop och danspop, ett tydligt avvikande från hennes tidigare projekt. Lyriskt diskuterar albumet ämnen om kärlek och identitet. Diamandis skapade titelkaraktären "Electra Heart" för att representera kvinnliga arketyper i den populära amerikanska kulturen (husfru, skönhetsdrottning, familjeförstörare och sysslolös tonåring).
Musikkritiker var splittrade i sina åsikter om Electra Heart och uttryckte ambivalens gentemot Diamandis skift i musikstil och dess övergripande produktion. 
Albumet Electra Heart, som den 12 maj 2012 toppade den brittiska albumlistan, möttes av blandad kritik. Låten "Primadonna", skivans första singel, släpptes den 20 maj samma år och nådde plats 3 på singellistorna i Irland och Österrike, vilket är Marina & The Diamonds högsta placering hittills med en singel. "Power & Control" var albumets andra singel, men släpptes bara i Storbritannien, utan större framgång. "How to Be a Heartbreaker" släpps som albumets tredje singel den 15 oktober.

## Låtlista
| Nr           | Titel                 | Kompositör                                            | Producent               | Längd |
| ------------ | --------------------- | ----------------------------------------------------- | ----------------------- | ----- |
| 1.           | Bubblegum Bitch       | Marina Diamandis, Rick Nowels                         | Nowels, Dean Reid       | 2:34  |
| 2.           | Primadonna            | Diamandis, Julie Frost, Łukasz Gottwald, Henry Walter | Dr. Luke, Cirkut        | 3:41  |
| 3.           | Lies                  | Diamandis, Gottwald, Walter, Thomas Pentz             | Dr. Luke, Cirkut, Diplo | 3:46  |
| 4.           | Homewrecker           | Diamandis, Nowels                                     | Nowels                  | 3:22  |
| 5.           | Starring Role         | Diamandis, Greg Kurstin                               | Kurstin                 | 3:27  |
| 6.           | The State of Dreaming | Diamandis, Nowels, Devrim Karaoğlu                    | Nowels, Karaoğlu        | 3:36  |
| 7.           | Power & Control       | Diamandis, Steve Angello                              | Kurstin                 | 3:46  |
| 8.           | Living Dead           | Diamandis, Kurstin                                    | Kurstin                 | 4:04  |
| 9.           | Teen Idle             | Diamandis                                             | Liam Howe               | 4:14  |
| 10.          | Valley of the Dolls   | Diamandis, Nowels, Karaoğlu                           | Nowels, Karaoğlu        | 4:13  |
| 11.          | Hypocrates            | Diamandis, Nowels                                     | Nowels, Karaoğlu        | 4:01  |
| 12.          | Fear and Loathing     | Diamandis                                             | Howe                    | 6:07  |
| Total längd: | Total längd:          | Total längd:                                          | Total längd:            | 46:51 |